# Campionato europeo di taekwondo 1996
L'XI Campionato Europeo di Taekwondo si è disputato a Helsinki, in Finlandia, tra il 26 e il 27 ottobre 1996.

## Medagliati

### Maschile
| Specialità | Oro                        | Argento                    | Bronzo                                                |
| -50 kg     | Juan Sánchez Spagna        | Paul Green Regno Unito     | Carlos Chamorro Svezia / Viacheslav Nezhichkin Russia |
| 54 kg      | José Blanca Spagna         | Harun Ateş Turchia         | Sven Kim Svezia / Ludovic Vo Francia                  |
| 58 kg      | Gabriel Pérez Spagna       | Sedat Bekdemir Turchia     | Gianluca Attanasio Italia / Achmed Boumrah Belgio     |
| 64 kg      | Jesper Røsen Danimarca     | Ekrem Boyalı Turchia       | Mika Tarhanen Finlandia / Francisco Zas Spagna        |
| 70 kg      | Aziz Acharki Germania      | Youssef Lharraki Danimarca | Hrvoje Bregeš Croazia / Aitor Rodríguez Spagna        |
| 76 kg      | Nico Davis Svezia          | Mario De Meo Italia        | Alekper Imamaliev Azerbaigian / Olcay Toprak Francia  |
| 83 kg      | Mikaël Meloul Francia      | Ivan Brljevic Svezia       | Erol Bayrakçı Turchia / Marcus Nitschke Germania      |
| +83 kg     | Alan Pinontoan Paesi Bassi | Pascal Gentil Francia      | Eurypedes Costa Portogallo / Jan Glerup Danimarca     |

### Femminile
| Specialità | Oro                         | Argento                              | Bronzo                                                  |
| -43 kg     | Cristina Atzeni Italia      | Amelia Calabria Spagna               | Pailina Pastene Svezia / Valeria Sombkova Russia        |
| 47 kg      | Fadime Karatas Germania     | Venera Sanatulova Russia             | Anna Jönsson Svezia / Kadriye Selimoğlu Turchia         |
| 51 kg      | Gill Aringaneng Paesi Bassi | Aylin Yazıcı Turchia                 | Nina Pikkarainen Finlandia / Marijeta Željković Croazia |
| 55 kg      | Eva Wallner Svezia          | Tanja Grubor Jugoslavia              | Laura Salonen Finlandia / Elisonda Tobau Spagna         |
| 60 kg      | Luisa Vecina Spagna         | Jo-Anne Nash Regno Unito             | Miet Filipović Croazia / Agnieszka Skaradzińska Polonia |
| 65 kg      | Elena Benítez Spagna        | Mirjam Muskens Paesi Bassi           | Sonja Schiedt Germania / Kirsimarja Koskinen Finlandia  |
| 70 kg      | Irene Arevalu Spagna        | Margarita van der Hoeven Paesi Bassi | Sabine Collin Germania / Hatice Metin Turchia           |
| +70 kg     | Natalia Ivanova Russia      | Bettina Hipf Germania                | Dubravka Boškov Jugoslavia / Abbe Kıvrık Turchia        |

## Medagliere
| Posizione | Paese       | Oro | Argento | Bronzo | Totale |
| --------- | ----------- | --- | ------- | ------ | ------ |
| 1         | Spagna      | 6   | 1       | 3      | 10     |
| 2         | Paesi Bassi | 2   | 2       | 0      | 4      |
| 3         | Svezia      | 2   | 1       | 4      | 7      |
| 4         | Germania    | 2   | 1       | 3      | 6      |
| 5         | Francia     | 1   | 1       | 2      | 4      |
| 5         | Russia      | 1   | 1       | 2      | 4      |
| 7         | Danimarca   | 1   | 1       | 1      | 3      |
| 7         | Italia      | 1   | 1       | 1      | 3      |
| 9         | Turchia     | 0   | 4       | 4      | 8      |
| 10        | Regno Unito | 0   | 2       | 0      | 2      |
| 11        | Jugoslavia  | 0   | 1       | 1      | 2      |
| 12        | Finlandia   | 0   | 0       | 4      | 4      |
| 13        | Croazia     | 0   | 0       | 3      | 3      |
| 14        | Azerbaigian | 0   | 0       | 1      | 1      |
| 14        | Belgio      | 0   | 0       | 1      | 1      |
| 14        | Polonia     | 0   | 0       | 1      | 1      |
| 14        | Portogallo  | 0   | 0       | 1      | 1      |
|           | TOTALE      | 16  | 16      | 32     | 64     |